# Suhaky
Suhaky (ukr. Сугаки) – wieś na Ukrainie, w obwodzie winnickim, w rejonie mohylowskim, nad Nemijką. W 2001 roku liczyła 1664 mieszkańców.
Pierwsza wzmianka o miejscowości pochodzi z XVI wieku.
We wsi znajduje się zabytkowa drewniana cerkiew św. Symeona Słupnika wzniesiona w latach 50. XIX wieku.